# Al-Ahli Sports Club 2022-2023 (Gedda)
Questa voce raccoglie le informazioni riguardanti l'Al-Ahli nelle competizioni ufficiali della stagione 2022-2023.

## Maglie e sponsor
Lo sponsor tecnico per la stagione 2022-2023 è Umbro. Il main sponsor è Qatar Airways, la maggiore compagnia aerea qatariota.
| Casa | Trasferta | Terza divisa |

## Rosa
| N. |                           | Ruolo | Calciatore                    |
| -- | ------------------------- | ----- | ----------------------------- |
| 1  | Arabia Saudita (bandiera) | P     | Yasser Al Mosailem (capitano) |
| 2  | Arabia Saudita (bandiera) | D     | Fahd Al-Hamad                 |
| 4  | Arabia Saudita (bandiera) | D     | Talal Al-Absi                 |
| 7  | Paesi Bassi (bandiera)    | C     | Hicham Faik                   |
| 9  | Algeria (bandiera)        | C     | Ryad Boudebouz                |
| 10 | Arabia Saudita (bandiera) | A     | Salman Al-Moasher             |
| 13 | Arabia Saudita (bandiera) | D     | Hani Al-Sebyani               |
| 14 | Arabia Saudita (bandiera) | C     | Firas Al-Ghamdi               |
| 15 | Arabia Saudita (bandiera) | D     | Ibrahim Al-Zubaidi            |
| 17 | Arabia Saudita (bandiera) | A     | Haitham Asiri                 |
| 18 | Arabia Saudita (bandiera) | A     | Thamer Al-Ali                 |
| 22 | Arabia Saudita (bandiera) | P     | Abdulrahman Al-Sanbi          |
| 23 | Angola (bandiera)         | D     | Bastos                        |
| 24 | Arabia Saudita (bandiera) | A     | Murad Khadhari                |
| 27 | Arabia Saudita (bandiera) | D     | Ali Majrashi                  |

| N. |                           | Ruolo | Calciatore          |
| -- | ------------------------- | ----- | ------------------- |
| 29 | Arabia Saudita (bandiera) | C     | Mohammed Al-Mahjad  |
| 30 | Arabia Saudita (bandiera) | C     | Ziyad Al-Johani     |
| 37 | Arabia Saudita (bandiera) | D     | Abdulbassit Hindi   |
| 38 | Arabia Saudita (bandiera) | D     | Naif Kireiri        |
| 40 | Arabia Saudita (bandiera) | C     | Ali Al-Asmari       |
| 41 | Arabia Saudita (bandiera) | D     | Manaf Abuyabes      |
| 46 | Arabia Saudita (bandiera) | D     | Rayan Hamed         |
| 66 | Arabia Saudita (bandiera) | D     | Ahmed Al-Nakhli     |
| 70 | Arabia Saudita (bandiera) | A     | Abdullah Al-Mogren  |
| 71 | Arabia Saudita (bandiera) | P     | Mohammed Al-Rubaie  |
| 77 | Arabia Saudita (bandiera) | A     | Hassan Al-Ali       |
| 77 | Arabia Saudita (bandiera) | D     | Adal Khadhari       |
| 92 | Gambia (bandiera)         | A     | Modou Barrow        |
| 94 | Brasile (bandiera)        | A     | Marcão              |
| 99 | Arabia Saudita (bandiera) | D     | Mansour Al-Shammari |

## Calciomercato

### Sessione estiva
| Acquisti | Acquisti           | Acquisti             | Acquisti                |
| R.       | Nome               | da                   | Modalità                |
| -------- | ------------------ | -------------------- | ----------------------- |
| A        | Youssef Abdelli    | Monastir             | definitivo (590 mila €) |
| C        | Ryad Boudebouz     | Montpellier          | svincolato              |
| D        | Bastos             | Al-Ain               | svincolato              |
| C        | Hicham Faik        | Al-Faisaly           | svincolato              |
| A        | Lewis Grabban      | Nottingham Forest    | svincolato              |
| P        | Renan Ribeiro      | Sporting Lisbona     | svincolato              |
| D        | Ibrahim Al-Zubaidi | Al-Tai               | svincolato              |
| A        | Lisandro Alzugaray | Universidad Católica | definitivo              |
| A        | Thamer Al-Ali      | Al-Wahda             | definitivo              |
| D        | Naif Kireiri       | Al-Wahda             | definitivo              |
| D        | Manaf Abuyabes     | Al-Jabalain          | definitivo              |
| D        | Ezgjan Alioski     | Fenerbahçe           | fine prestito           |
| A        | Alassane Ndao      | Antalyaspor          | fine prestito           |
| A        | Omar Al Soma       | Al-Arabi             | fine prestito           |

| Cessioni | Cessioni             | Cessioni   | Cessioni                       |
| R.       | Nome                 | a          | Modalità                       |
| -------- | -------------------- | ---------- | ------------------------------ |
| A        | Abdulrahman Ghareeb  | Al-Nassr   | definitivo (5,25 milioni di €) |
| D        | Mohammed Bassas      | Ohod       | definitivo (25 mila €)         |
| D        | Ezgjan Alioski       | Fenerbahçe | prestito                       |
| C        | Eduardo              | Botafogo   | definitivo                     |
| C        | Housain Al-Mogahwi   | Al-Fateh   | definitivo                     |
| C        | Nooh Al-Mousa        | Al-Fateh   | definitivo                     |
| A        | Mohammed Majrashi    | Al-Fayha   | definitivo                     |
| D        | Mohammed Al-Zubaidi  | Al-Orobah  | definitivo                     |
| D        | Abdullah Hassoun     | Damac      | definitivo                     |
| A        | Omar Al Soma         | Al-Arabi   | definitivo                     |
| D        | Mohammed Al-Khabrani | Al-Khaleej | definitivo                     |
| D        | Naif Kireiri         | Al-Wahda   | definitivo                     |
| A        | Othman Al-Haj        | Sitra      | definitivo                     |
| C        | Filip Bradarić       |            | svincolato                     |
| A        | Lisandro Alzugaray   |            | svincolato                     |
| D        | Dankler              |            | svincolato                     |
| P        | Renan Ribeiro        |            | svincolato                     |

### Sessione invernale
| Acquisti | Acquisti            | Acquisti        | Acquisti                      |
| R.       | Nome                | da              | Modalità                      |
| -------- | ------------------- | --------------- | ----------------------------- |
| A        | Marcão              | Wuhan San Zhen  | definitivo (4,5 milioni di €) |
| A        | Modou Barrow        | Jeonbuk Hyundai | definitivo (1 milione di €)   |
| C        | Nicolás Milesi      | Peñarol         | definitivo                    |
| D        | Mansour Al-Shammari | Al-Nassr        | definitivo                    |

| Cessioni | Cessioni        | Cessioni        | Cessioni   |
| R.       | Nome            | a               | Modalità   |
| -------- | --------------- | --------------- | ---------- |
| A        | Youssef Abdelli | Étoile du Sahel | definitivo |
| A        | Lewis Grabban   |                 | svincolato |
| C        | Franck Kom      |                 | svincolato |

## Risultati

### Prima Divisione (Arabia Saudita)

#### Girone di andata
| Arbitro: | Al-Daqqash |

|               |           |                |
| Al-Mogren 26’ | Marcatori | 90+1’ Djaouchi |

| Arbitro: | Al-Harbi |

|                         |           |  |
| Al-Shaikh 38’ Barry 54’ | Marcatori |  |

| Arbitro: | Al-Sultan |

|                    |           |  |
| Grabban 51’ (rig.) | Marcatori |  |

| Skaka 11 settembre 2022, ore 19:05 UTC+3 4ª giornata | Al-Orobah | 0 – 0 referto | Al-Ahli | Stadio Al-Orobah\| Arbitro: \| Al-Ahmari \| |
| Arbitro:                                             | Al-Ahmari |               |         |                                             |

| Arbitro: | Al-Amri |

|                                                  |           |  |
| Al-Mogren 29’ Al-Asmari 44’ (rig.) Al-Johani 76’ | Marcatori |  |

| Arbitro: | Bakri |

|              |           |           |
| Baadheem 58’ | Marcatori | 26’ Asiri |

| Arbitro: | Zarban |

|                                  |           |              |
| Al-Mogren 54’ (rig.), 90’ (rig.) | Marcatori | 45’ Coutinho |

| Arbitro: | Al-Rumaikhani |

|  |           |                             |
|  | Marcatori | 86’ Asiri 90+7’ (rig.) Faik |

| Arbitro: | Hashlan |

|                |           |                  |
| Cassiano 45+3’ | Marcatori | 27’, 45+7’ Asiri |

| Arbitro: | Al-Shehri |

|                               |           |  |
| Asiri 40’, 55’ Al-Moasher 86’ | Marcatori |  |

| al-Bāha 15 dicembre 2022, ore 15:40 UTC+3 11ª giornata | Al-Ain Saudi | 0 – 0 referto | Al-Ahli | Stadio Città dello sport Re Saudita\| Arbitro: \| Al-Sultan \| |
| Arbitro:                                               | Al-Sultan    |               |         |                                                                |

| Arbitro: | Al-Qahtani |

|                      |           |                              |
| Al-Ali 68’ Asiri 82’ | Marcatori | 61’ Al Maqadi 90+3’ Al-Radhi |

| Arbitro: | Al-Jaloud |

|                                        |           |              |
| Boudebouz 11’ Al-Johani 32’ Al-Ali 68’ | Marcatori | 90+10’ Maïga |

| Unayzah 27 dicembre 2022, ore 15:20 UTC+3 14ª giornata | Al-Arabi | 0 – 0 referto | Al-Ahli | Stadio del Dipartimento di Educazione\| Arbitro: \| Zarban \| |
| Arbitro:                                               | Zarban   |               |         |                                                               |

| Arbitro: | Al-Blwi |

|                       |           |  |
| Asiri 18’ Khodari 72’ | Marcatori |  |

| Arbitro: | Al-Jaloud |

|          |           |            |
| Msuva 2’ | Marcatori | 54’ Al-Ali |

| Arbitro: | Al-Daqqash |

|               |           |  |
| Al-Mogren 74’ | Marcatori |  |

#### Girone di ritorno
| Arbitro: | Abo Shaqqara |

|  |           |                        |
|  | Marcatori | 17’ Boudebouz 60’ Faik |

| Arbitro: | Al-Beredi |

|            |           |                                                   |
| Bastos 34’ | Marcatori | 45+1’ (rig.), 88’ Barry 55’ Al-Mosaabi 61’ Mendes |

| Arbitro: | Al-Barakati |

|                   |           |                       |
| Bastos 47’ (aut.) | Marcatori | 40’ Al-Ali 73’ Barrow |

| Arbitro: | Al-Jaloud |

|            |           |  |
| Bastos 53’ | Marcatori |  |

| Arbitro: | Hashlan |

|  |           |                      |
|  | Marcatori | 10’ Asiri 65’ Bastos |

| Arbitro: | Abo Shaqqara |

|            |           |  |
| Barrow 51’ | Marcatori |  |

| Arbitro: | Al-Shahdan |

|  |           |                              |
|  | Marcatori | 71’ Al-Mogren 90+3’ Khodhari |

| Arbitro: | Bakri |

|  |           |                           |
|  | Marcatori | 6’ Muralha 87’ Al-Habashi |

| Arbitro: | Al-Shehri |

|                                  |           |                   |
| Boudebouz 44’ (rig.), 82’ (rig.) | Marcatori | 84’ Juma 88’ Omar |

| Arbitro: | Al-Blwi |

|           |           |                                  |
| Plata 78’ | Marcatori | 8’ Al-Ali 90+7’ (rig.) Boudebouz |

| Arbitro: | Al-Daqqash |

|            |           |  |
| Marcão 90’ | Marcatori |  |

| Arbitro: | Hashlan |

|               |           |                                         |
| Al-Dubais 60’ | Marcatori | 43’ Asiri 70’ (rig.) Boudebouz 78’ Faik |

| Arbitro: | Al-Rumaikhani |

|             |           |                                     |
| Mundele 56’ | Marcatori | 45+5’ Al-Ali 90+7’ (rig.) Boudebouz |

| Arbitro: | Abo Shaqqara |

|            |           |                              |
| Barrow 21’ | Marcatori | 42’ (rig.) Mbengue 75’ Wahib |

| Arbitro: | Al-Meshari |

|  |           |                      |
|  | Marcatori | 60’ (rig.) Boudebouz |

| Arbitro: | Al-Jaloud |

|                      |           |  |
| Boudebouz 54’ (rig.) | Marcatori |  |

| Al-Rass 29 maggio 2023, ore 21:00 UTC+3 34ª giornata | Al-Hazem | 0 – 0 referto | Al-Ahli | Stadio Club Al-Hazem\| Arbitro: \| Al-Amri \| |
| Arbitro:                                             | Al-Amri  |               |         |                                               |